# Мариенштат
Мариенштат (пол. Mariensztat) — часть варшавского района Средместье. 
До второй мировой войны существовала улица, соединяющая Замковую площадь через эстакаду Панцера и узкий мост Кербедзя, с расположенным на правом берегу реки Висла районом Прага. В 1944 году эстакада и мост были взорваны гитлеровскими войсками. Варшавские градостроители вместо восстановления довоенного состояния запроектировали на месте развалин тоннель под Замковой площадью, который стал центральной частью новой магистрали, связывающей кратчайшим путём, через тоннель под Старым городом, отдалённые районы столицы.
Эстакада Панцера была снесена, на столбах построенного в 1859 году моста был воздвигнут новый, широкий мост. 22 июля 1949 года Магистраль Восток-Запад была торжественно открыта. Вместе с магистралью был создан небольшой микрорайон с историческим названием «Мариенштат» (пол. Mariensztat). Микрорайон находится между набережной Вислы и улицей Краковское предместье, между магистралью и улицей Беднарской.
В замыслах авторов — архитекторов Зигмунта Стемпиньского и Юзефа Сигалина — микрорайон должен был стать прототипом социалистического градостроительства с человеческим лицом, трёхэтажными домами с крутыми крышами из черепицы. Жители Варшавы приняли это с надеждой как предзнаменование застройки разрушенной во время Второй мировой войны столицы.

## История
Квартал первоначально назывался Мариенштадт (нем. Marienstadt). В XVII и XVIII столетиях кварталы Варшавы получали названия из итальянского, французского или немецкого языков. Граф Потоцкий назвал свой квартал «Мариенштадт» по имени его супруги Марии.

## Галерея

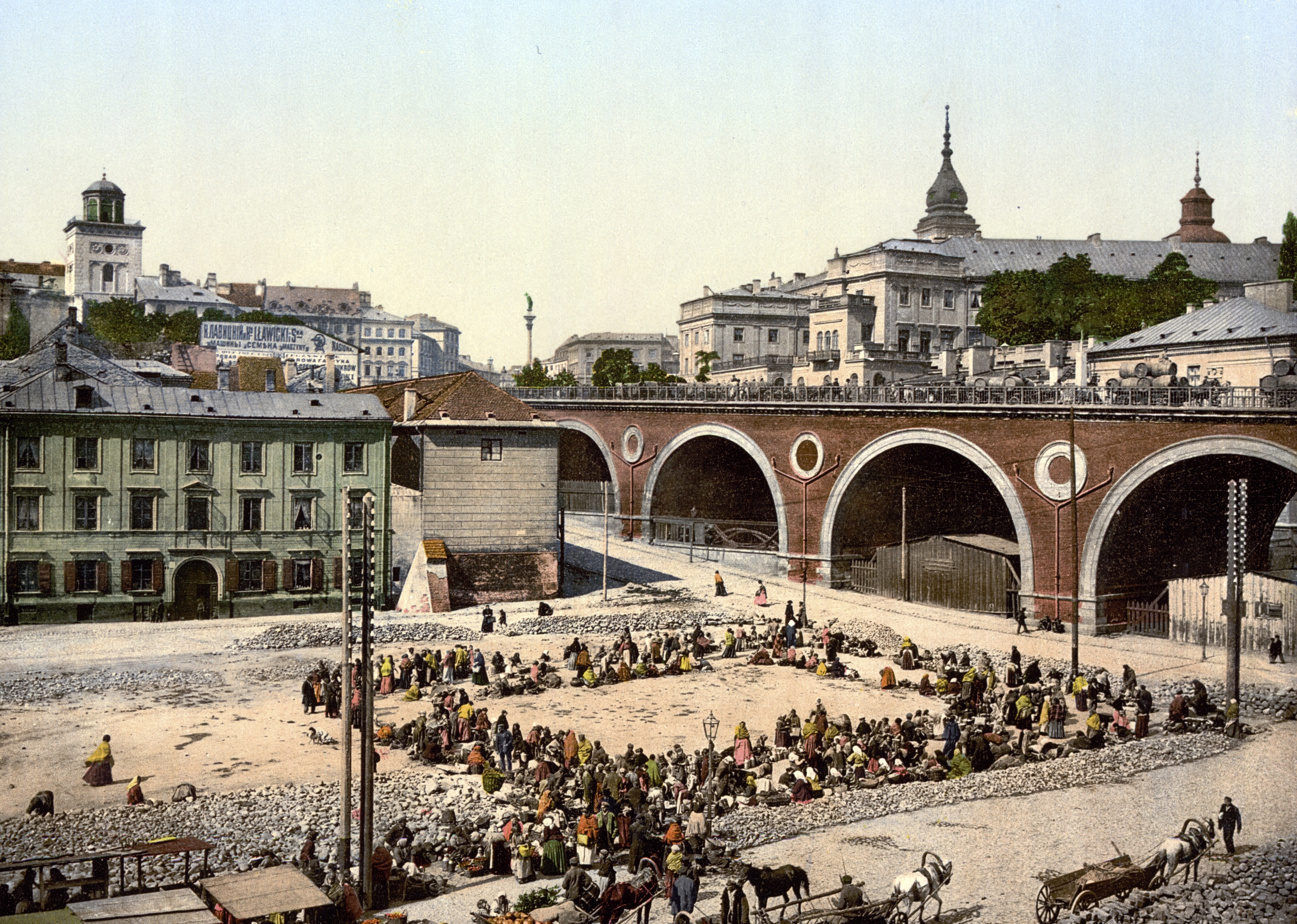
Мариенштатский рынок около 1900 г. С правой стороны эстакада Панцера, в глубине королевский замок
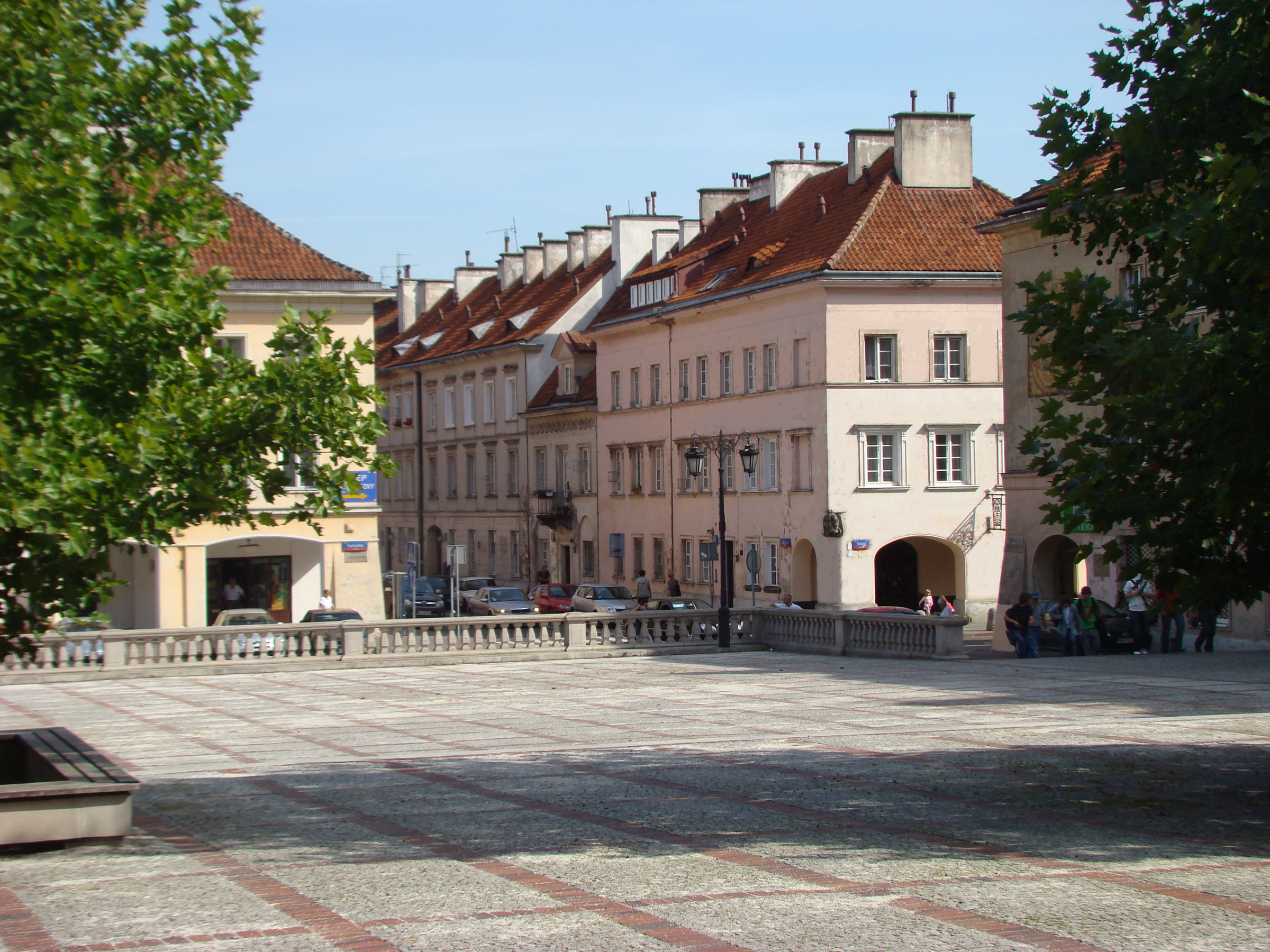
Мариенштатский рынок
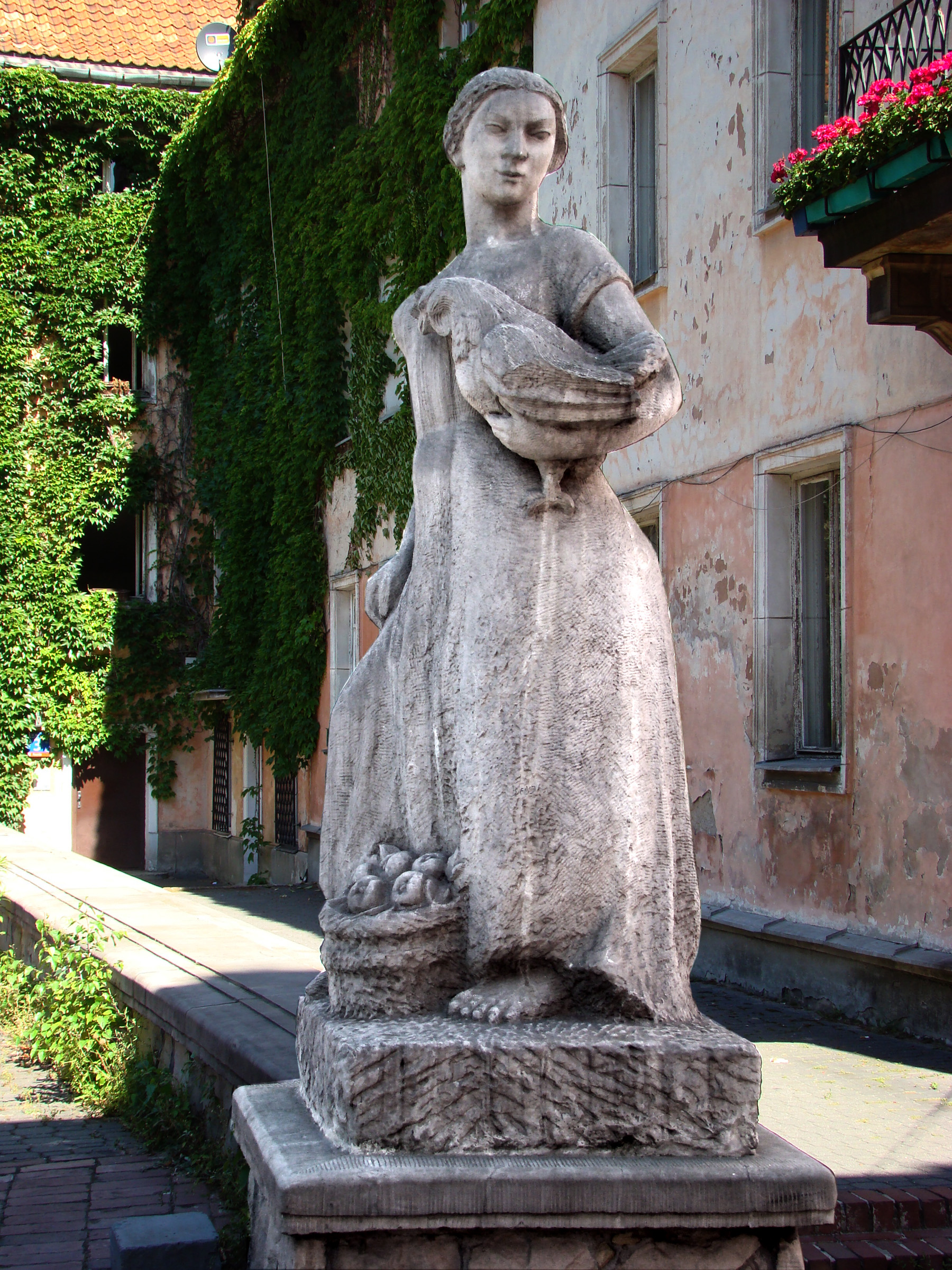
Мариенштатская торговка Скульптура Варвары Зброжины 1949
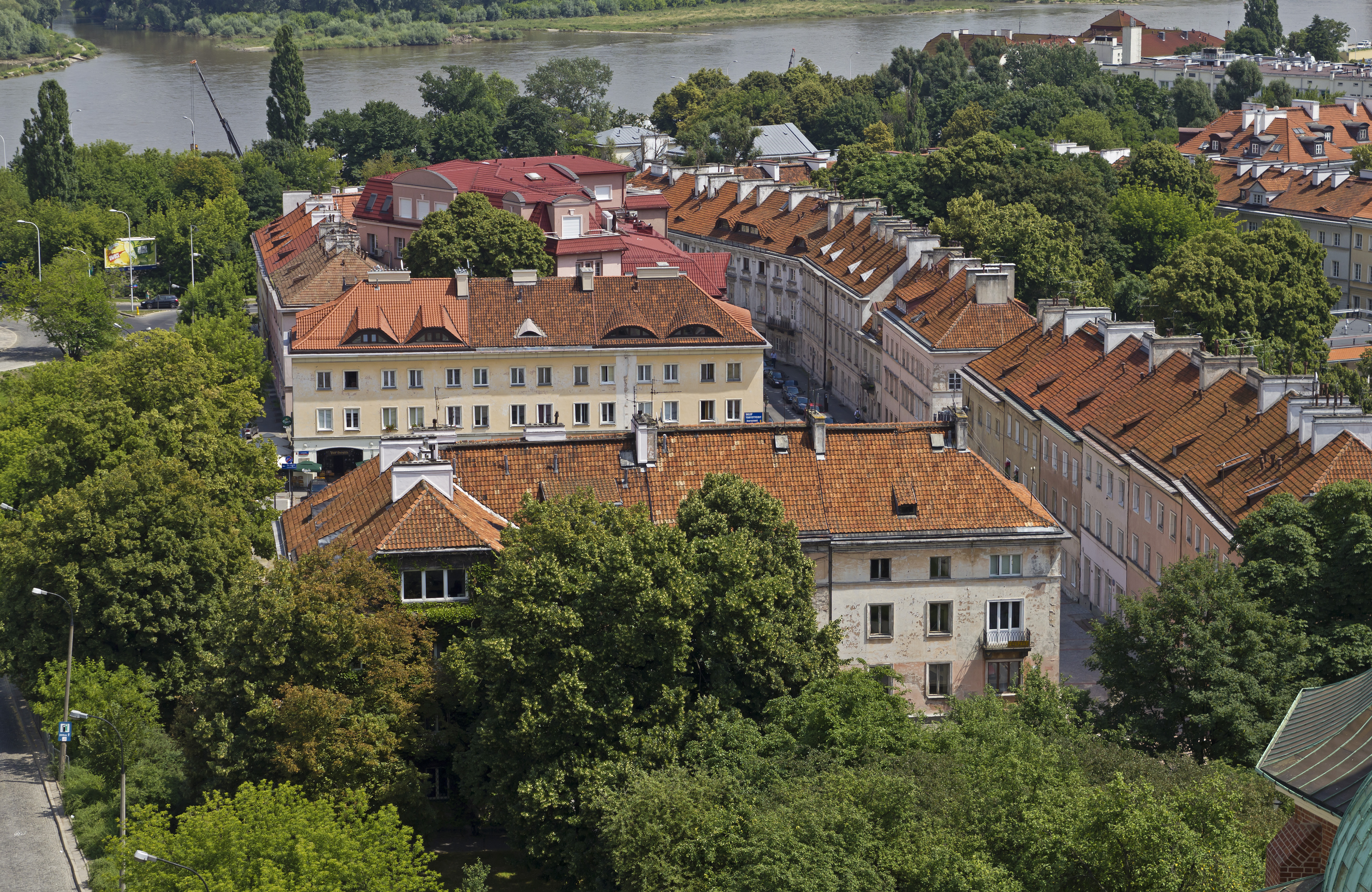
Вид со стороны Замковой площади
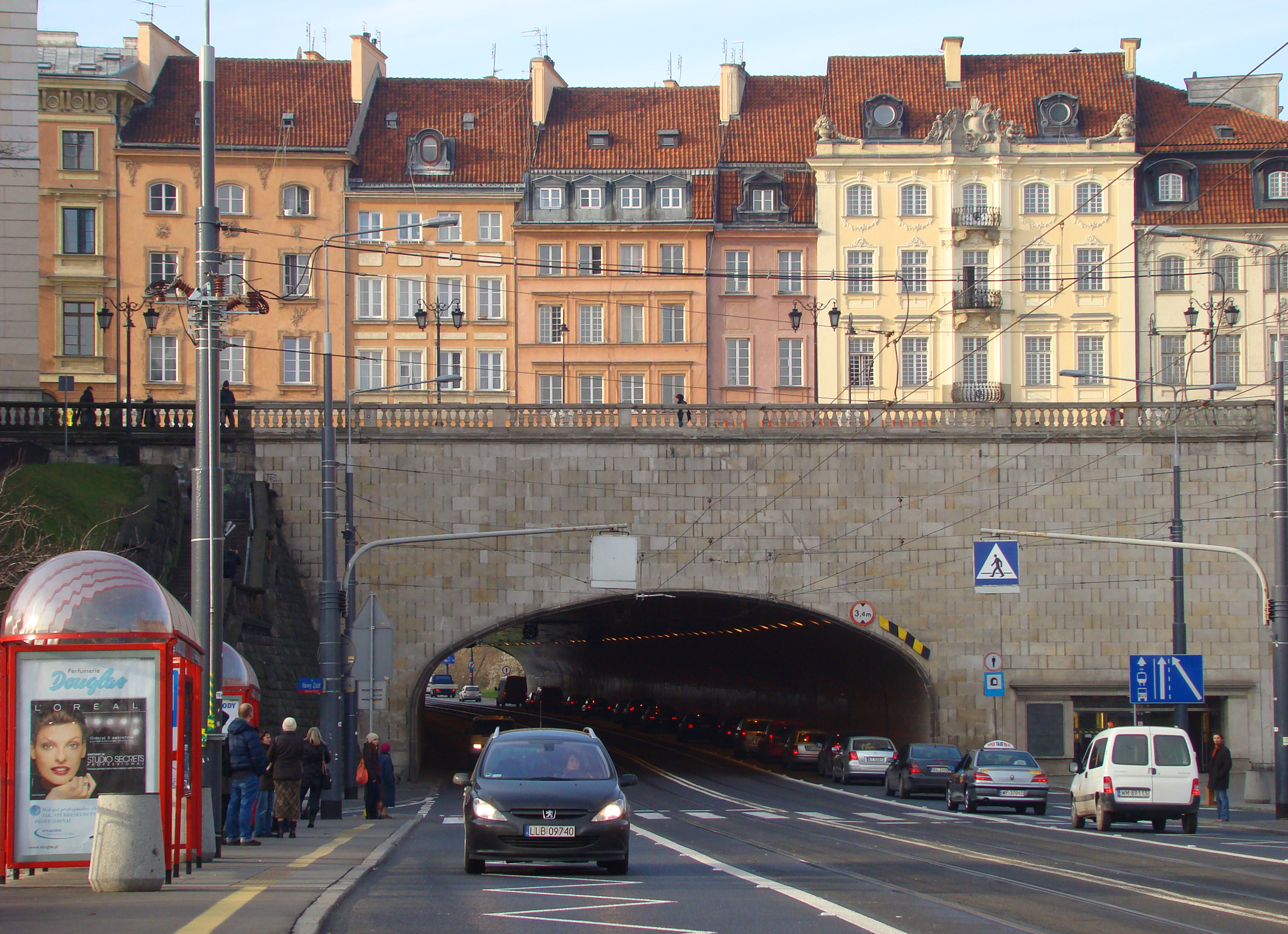
Тоннель магистрали «W-Z»
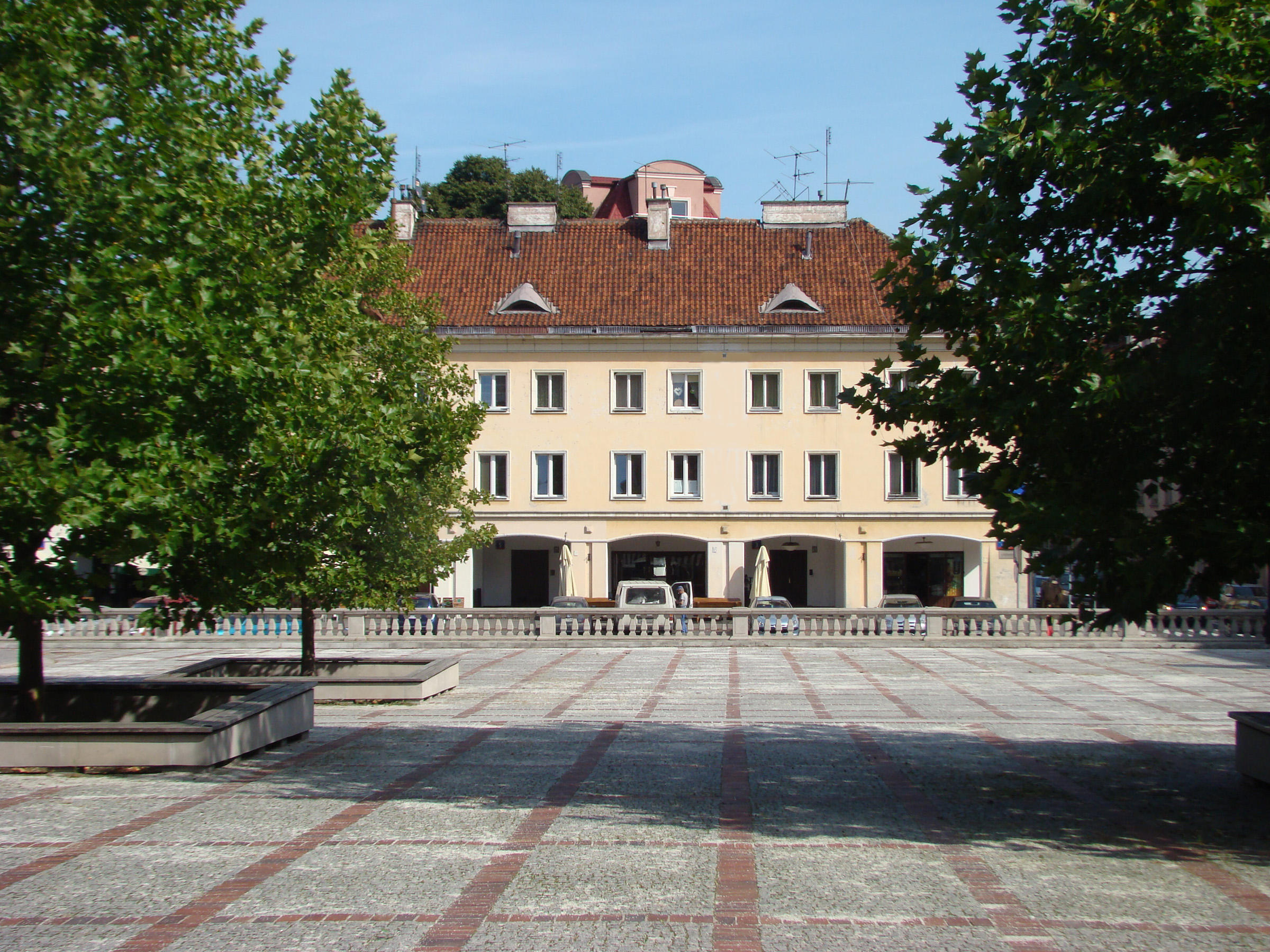
Мариенштатский рынок